# J'ai placé ma mère
Pour plus de détails, voir Fiche technique et Distribution.
J'ai placé ma mère est un film documentaire québécois réalisé et produit par Denys Desjardins en 2022.

## Synopsis
À la manière d'un journal filmé, ce documentaire nous plonge dans l’expérience personnelle du cinéaste Denys Desjardins et de sa sœur qui sont confrontés au système québécois d'hébergement et de placement des aînés. Alors que leur mère Madeleine se trouve évincée de sa résidence pour aînés (RPA), ils cherchent à lui trouver une place dans un Centre d'hébergement de soins de longue durée (CHSLD) afin qu'elle puisse finir dignement ses jours.

## Fiche technique
- Titre : J'ai placé ma mère
- Titre anglais : I Lost My Mom
- Réalisation : Denys Desjardins
- Assistante à la réalisation : Anik Salas
- Production : Denys Desjardins / Les Films du Centaure
- Scénario : Denys Desjardins
- Caméra : Denys Desjardins et Mathéo Lemay
- Montage : Denys Desjardins et Michel Giroux
- Montage sonore : Bruno Pucella
- Musique : Stéphanie Hamelin Tomala
- Langue : français

## Distribution
- Madeleine Ducharme
- Maryse Desjardins
- Denys Desjardins

## Diffusion
Ce film a été sélectionné dans la compétition nationale longs métrages 2022 lors de la 25e édition des Rencontres internationales du documentaire de Montréal (RIDM). La première s'est tenue à la Cinémathèque québécoise en présence du réalisateur et des membres de son équipe le 21 novembre 2022.

## Récompenses et distinctions
Le 6 mai 2023, le film remporte le prix du meilleur documentaire canadien au festival Hot Docs, à Toronto. En 2024, le film remporte le Prix Gémeaux de la meilleure production originale destinée aux médias numériques et obtient deux nominations pour meilleur montage et meilleure musique aux Prix Écrans canadiens.